# Lisca
Luiz Carlos Cirne Lima de Lorenzi (Porto Alegre, 11 de agosto de 1972), mais conhecido como Lisca, é um treinador de futebol brasileiro. Atualmente está sem clube.
Lisca é bisneto de Carlos de Lorenzi, ex-goleiro do Internacional em 1919, e neto de Jorge de Lorenzi, que também foi goleiro do Inter na década de 1940.

## Carreira

### Início
Lisca nunca atuou como futebolista profissional, tendo seguido a carreira de treinador, onde iniciou nas categorias de base do Internacional em 1990. Após isso, comandou a base do São Paulo e retornou para comandar a base do Inter. depois teve sua primeira experiência em comandar elenco principal, no Ulbra. Voltou a comandar as categorias de base, dessa vez do Grêmio e do Fluminense, e posteriormente retornou pela terceira vez ao comando das categorias de base do Inter. Depois comandou o Brasil de Pelotas, Juventude B, Porto Alegre e Caxias. Depois foi para o Mato Grosso, onde comandou o Luverdense.

### Novo Hamburgo e Juventude
Assumiu o Novo Hamburgo em março de 2012, mas em julho retornou ao comando do Juventude, dessa vez para comandar o elenco principal.

### Náutico
Foi anunciado como treinador do Náutico em dezembro de 2013, assumindo o comando do Timbu para a temporada 2014.
Deixou o clube em maio, após a derrota na Copa do Brasil para o América de Natal. Em 26 jogos pelo alvirrubro pernambucano, Lisca obteve 10 vitórias, sete empates e nove derrotas.

### Sampaio Corrêa
Em julho de 2014, assinou com o Sampaio Corrêa, após o técnico Flávio Araújo pedir as contas do clube. No entanto, acaba sendo criticado pela imprensa e pela torcida do time pela péssima administração, tendo o cargo ameaçado duas vezes, sendo que na segunda, acabou sendo demitido após um empate em 1 a 1 com o Náutico, em jogo válido pela 29ª rodada da Série B.

### Retorno ao Náutico
Retornou ao Náutico no dia 7 março de 2015, substituindo a Moacir Júnior.

### Ceará
No final de setembro de 2015, acertou com o Ceará, com missão de livrar o Vovô do rebaixamento, tendo sucesso na empreitada.
No dia 28 de março de 2016, Lisca foi demitido do Alvinegro após o time ter ficado com condições ruins para classificação no estadual.

### Joinville
No dia 29 de junho de 2016, foi anunciado como novo treinador do Joinville. Pouco menos de três meses depois, no dia 16 de setembro, foi demitido do comando do Tricolor.

### Internacional
No dia 18 de outubro de 2016, faltando três rodadas para o término do Campeonato Brasileiro, foi anunciado como técnico do Internacional e chegou com a missão de tirar o time da zona de rebaixamento. O treinador não conseguiu, obtendo um aproveitamento de 44,44%, com uma vitória, um empate e uma derrota.

### Paraná
Em julho de 2017, o Paraná anunciou a contratação de Lisca com a promessa de quebrar a sequência de 10 anos do clube na Série B e conquistar o acesso a Série A. No dia 2 de setembro, por divergências com a diretoria e comissão técnica, Lisca foi demitido antes da semifinal da Primeira Liga contra o Atlético Mineiro. Lisca assumiu o time em julho, com uma crise dentro da Série B e esteve à frente por sete jogos - quatro vitórias, dois empates e uma derrota - que levantaram o time na tabela de classificação. Também comandou o time no empate em 1 a 1 com o Flamengo, pela Primeira Liga.

### Guarani
Foi anunciado como novo técnico do Guarani em 8 de outubro de 2017. Após garantir a permanência na Série B, não entrou em acordo para a renovação de contrato para 2018 e se desligou do clube.

### Criciúma
No dia 10 de dezembro de 2017, Lisca assumiu o Criciúma visando a formulação da equipe para a temporada 2018. Em janeiro estreou no Campeonato Catarinense com uma derrota por 1 a 0 para o Figueirense no Estádio Orlando Scarpelli. Pouco mais de um mês a frente do Tigre de Santa Catarina, Lisca foi demitido no dia 20 de janeiro de 2018. Após quatro jogos, conseguiu uma vitória, um empate e duas derrotas, obtendo um aproveitamento de pouco mais de 33%.

### Retorno ao Ceará
Após a demissão de Jorginho, que estava em uma de suas piores campanhas na Série A, foi contratado pelo Ceará em junho de 2018. Em poucos jogos ele retirou o Vozão da lanterna, fazendo uma verdadeira campanha de G7 no pós-copa. Após o Vovô empatar com o Athletico Paranaense, em 2 a 2, e a combinação de outros resultados (o último deles o empate em 0 a 0 entre São Paulo e Sport), o time comandado por Lisca garantiu a permanência do Ceará na Serie A com uma rodada de antecedência.
Foi demitido no dia 21 de abril de 2019, após perder o título estadual para o rival Fortaleza.

### América Mineiro
Em 30 de janeiro de 2020, foi anunciado pelo América-MG até o fim da temporada. No time, a expectativa era de que o treinador tivesse um bom desempenho no Campeonato Mineiro, chegando a primeira divisão do Brasileirão. Pelo América, Lisca conquistou pela primeira vez na história do clube uma vaga nas quartas de final da Copa do Brasil, derrotando o Corinthians. Dias depois, foi além, ao vencer o Internacional nas quartas e se garantir para as semifinais. Em 14 de junho de 2021, Lisca pediu demissão do clube.

### Vasco da Gama
No dia 20 de julho de 2021, Lisca foi anunciado como novo treinador do Vasco da Gama. Ele assumiu a equipe após a demissão de Marcelo Cabo, com o objetivo de retornar o time à Série A. Sua estreia ocorreu no dia 24 de julho, na goleada de 4 a 1 sobre o Guarani, válida pela 14ª rodada da Série B. No entanto, após o bom início, pediu demissão em menos de dois meses no comando do clube, alegando a sequência de maus resultados. Ao todo comandou a equipe carioca em 12 partidas, com quatro vitórias, um empate e sete derrotas.

### Sport
Em 27 de junho de 2022, Lisca foi contratado pelo Sport para comandar o clube na Série B. Após ficar menos de um mês à frente do cargo de treinador da equipe Pernambucana, no dia 19 de julho de 2022, Lisca, rescinde  seu contrato e tem sua saída confirmada pelo presidente do Sport, Yuri Romão, após aceitar uma proposta do Santos.

### Santos
Em 20 de julho de 2022, foi anunciado como treinador do Santos.
Em 12 de setembro de 2022, após 8 partidas no comando do Santos foi demitido pelo Comitê de Gestão do clube da Vila Belmiro.

### Avaí
Em 13 de setembro de 2022, menos de um dia após deixar o Santos, o técnico foi anunciado como treinador do Avaí.
Em 24 de outubro de 2022, Lisca não resistiu ao revés do Avaí para o Palmeiras por 3 a 0, e foi demitido do comando da equipe catarinense.

### Vila Nova
Em 21 de setembro de 2023, foi anunciado como novo treinador do Vila Nova para comandar o clube na sequência da Série B.

### Retorno ao América-MG
Em 28 de agosto de 2024, o América-MG anuncia o retorno de Lisca ao clube para comandar o clube na Série B.

## Estatísticas
Atualizadas até 12 de Setembro de 2022.
| Clube             | Jogos | Vitórias | Empates | Derrotas | Aproveitamento |
| ----------------- | ----- | -------- | ------- | -------- | -------------- |
| Internacional B   | 5     | 1        | 1       | 3        | 26.67%         |
| Brasil de Pelotas | 8     | 4        | 1       | 3        | 54.17%         |
| Porto Alegre      | 37    | 19       | 10      | 8        | 60.36%         |
| Caxias            | 12    | 7        | 3       | 2        | 51.11%         |
| Novo Hamburgo     | 5     | 2        | 2       | 1        | 53.33%         |
| Náutico           | 61    | 25       | 15      | 21       | 49.18%         |
| Juventude         | 57    | 29       | 15      | 13       | 59.65%         |
| Sampaio Corrêa    | 18    | 5        | 10      | 3        | 46,2%          |
| Luverdense        | 33    | 16       | 7       | 10       | 55.56%         |
| Joinville         | 12    | 3        | 4       | 5        | 36,1%          |
| Internacional     | 3     | 1        | 1       | 1        | 44,4%          |
| Paraná            | 8     | 4        | 3       | 1        | 62.5%          |
| Guarani           | 10    | 2        | 4       | 4        | 33,3%          |
| Criciúma          | 4     | 1        | 1       | 2        | 33,3%          |
| Ceará             | 54    | 21       | 20      | 13       | 51.23%         |
| América Mineiro   | 96    | 46       | 29      | 21       | 57.99%         |
| Vasco da Gama     | 12    | 4        | 1       | 7        | 36.11%         |
| Sport             | 4     | 1        | 3       | 0        | 50%            |
| Santos            | 8     | 2        | 3       | 3        | 37.5%          |
| Avaí              | 7     | 1        | 0       | 6        | 14.29%         |
| Vila Nova         | 4     | 1        | 2       | 1        | 41.67%         |

## Títulos

### Como treinador
Porto Alegre
- Campeonato Gáucho - Série A2: 2009

Luverdense
- Copa Governador de Mato Grosso: 2011
- Copa Pantanal: 2011

Juventude
- Copa FGF: 2012

Ceará
- Taça Asa Branca: 2016[42]

### Categorias de base
São Paulo
- Campeonato Paulista de Futebol Infantil: 1995

Internacional
- Campeonato Gaúcho de Futebol Juvenil: 1997, 1998 e 1999
- Campeonato Brasileiro Juvenil: 1998
- Campeonato Gaúcho de Futebol de Juniores: 2002

### Prêmios individuais
- Melhor técnico do ano no futebol cearense: 2018[43]